# Llewellyn Evans
Llewellyn Blackwell Evans (ur. 2 stycznia 1876 w Kaiapoi, zm. 29 września 1951 tamże) – walijski hokeista na trawie pochodzenia nowozelandzkiego. Brązowy medalista olimpijski z Londynu (1908).
Był m.in. zawodnikiem Rhyl Hockey Club. Na igrzyska olimpijskie został powołany jako zawodnik klubu St. Asaph Hockey Club. Był na nich obrońcą.
Grał w jedynym meczu, jaki Walijczycy rozegrali w turnieju. 30 października 1908 w meczu półfinałowym, Walijczycy zmierzyli się z Irlandczykami. Walia przegrała 1-3, tym samym odpadając z turnieju. Pokonani w półfinałach mieli jednak zagwarantowany brązowy medal olimpijski, bowiem nie rozgrywano meczu o trzecie miejsce (medale zdobyły wszystkie cztery drużyny z Wielkiej Brytanii (Anglia, Irlandia, Szkocja i Walia), jednak wszystkie przypisywane są Zjednoczonemu Królestwu). Evans gola jednak nie strzelił.